# Listă a fabricanților de aeronave B-C
Aceasta este o listă a fabricanților de aeronave sortată în ordine alfabetică după denumirea care este cunoscută la Organizația Internațională a Aviației Civile (ICAO). Lista conține numele ICAO, numele comun, țara de origine, și alte date, precum anii între care a funcționat (în paranteze). 
Numele ICAO sunt scrise cu caractere bold. Faptul că un fabricant are o denumire ICAO nu înseamnă că el mai produce în prezent, ci faptul că unele dintre aeronavele produse de acesta mai zboară încă.
A B-C D-G H-L M-P Q-S T-Z

## B
- B&B Manufacturing Company Inc Valencia Ca, www.bbmfg.com
- B/E Aerospace - SUA, UK, UAE, www.beaeropsace.com
- B&W, Boeing & Westervelt - SUA, (1916) > Pacific Aero
- British Aircraft Corporation (BAC) Ltd - Marea Britanie, (1959-1977) > British Aerospace
- Bach Aircraft - SUA
- Bachem, Bachem - Germania, (1944-1945)
- BAE Systems, BAE Systems PLC - Marea Britanie, (1999-prezent)
- BAE Systems Australia, BAE Systems Australia Ltd - Australia
- BAI, Bureau of Aircraft Industry - Republic of China, (1946-1969) > Air Technical Bureau
- Bakeng, Bakeng Aircraft - SUA
- Bakeng, Gerald Bakeng - SUA
- Ball-Bartoe - SUA
- Barkley-Grow, Barkley Grow Aircraft Corporation - SUA
- Barnett, Barnett Rotorcraft - SUA
- Barr, Barr Aircraft - SUA
- Barrows, Bob Barrows - SUA
- Bartel - Polonia
- Bartlett Aircraft - SUA
- Basler, Basler Turbo Conversions Inc - SUA
- BAT, British Aerial Transport Co. Ltd. - Marea Britanie
- Bay Aviation, Bay - SUA
- Bayerische Flugzeugwerke, Bayerische Flugzeugwerke - Germania, (1926-1938) (BFW - Bavarian Aircraft Works) > Messerschmitt
- Bd-Micro, BD-Micro Technologies Inc - SUA
- Beagle, Beagle Aircraft (1969) Ltd - Marea Britanie, (?-1970) > Scottish Aviation
- Beagle, Beagle Aircraft Ltd - Marea Britanie
- Beagle-Auster, Beagle-Auster Ltd - Marea Britanie
- Beardmore, William Beardmore & Co - Marea Britanie
- Beaujon Aircraft - SUA
- Bede, BD Micro Technologies Inc - SUA
- Bede, Bede Aircraft Corporation - SUA
- Bede, Bede Aircraft Inc - SUA
- Bede, Bede Aviation Corporation - SUA
- Bede, Bede Jet Corporation - SUA
- Bede, BEDEAmerica Aerosport LLC - SUA
- Beech, Beech Aircraft Corporation - SUA, (1932-1980) > Raytheon > Hawker Beechcraft
- Beech-Sferma, see BEECH and SFERMA - SUA/Franța
- Beecraft, Bee Aviation Associates, Inc. - SUA, (1948-1960)
- Beets, Glenn Beets - SUA
- Beijing Keyuan, Beijing Keyuan Light Aircraft Industrial Company Ltd - China
- Belairbus, Belairbus - Belgium, (1979-prezent)
- Bel-Aire, Bel-Aire Aviation - SUA
- Bell, Bell Aircraft Corporation - SUA, (1935-1960)
- Bell, Bell Helicopter Company, Division of Bell Aerospace Corporation - SUA, (1960-prezent)
- Bell, Bell Helicopter Textron Inc - SUA
- Bell, Bell Helicopter Textron, Division of Textron Canada Ltd - Canada
- Bell, Bell Helicopter Textron, Division of Textron Inc - SUA
- Bell-Agusta, Bell-Agusta Aerospace Company - SUA/Italia
- Bellanca, Bellanca Aircraft Corporation - SUA, (1927-1983) > AviaBellanca
- Bellanca, Bellanca Aircraft Engineering - SUA
- Bellanca, Bellanca Inc - SUA
- Bellanca, Bellanca Sales Manufacturing Inc - SUA
- Bell-Boeing, see BELL and BOEING - SUA
- Beneš & Hajn, Beneš & Hajn - Unknown, (1923) > Avia
- Beneš-Mráz - Cehoslovacia
- Bengis, Bengis Aircraft Company (Pty) Ltd - Africa de Sud
- Bensen, Bensen Aircraft Corporation - SUA, (?-1987)
- Bereznyak-Isayev, Alexander Yakovlevich Bereznyak and Alexei Mikhailovich Isayev - URSS
- Berger, Hans Berger - Elveția
- Beriev, Beriev OKB - Rusia, (1934-prezent) (Beriev Aircraft Company)
- Beriev, Berieva Aviatsionnyi Kompaniya - Rusia
- Beriev, Taganrogsky Aviatsionnyi Nauchno-Tekhnicheskiy Kompleks Imeni G. M. Berieva - Rusia
- Berkut, Berkut Engineering Inc - SUA
- Berliner, Berliner Aircraft Co. - SUA, (1926-1929) > *Berliner-Joyce
- Berliner-Joyce, Berliner-Joyce Aircraft Corp. - SUA, (1929-?)
- Bernard, Société des Avions Bernard - Franța
- Berwick, FW Berwick and Company Ltd. - Marea Britanie
- Besson, Besson - Franța, (1915-1928) > ANF Mureaux
- Best Off, Best Off - Franța, (?-prezent)
- Bharat, Bharat Heavy Electricals Ltd - India
- Billie, Billie Aero Marine - Franța
- Binder, Binder Aviatik KG - Germania
- Birdman, Birdman Aircraft, USA
- Birdman, Birdman Enterprises, Canada
- Bisnovat, Bisnovat - Rusia
- Bitz, Bitz Flugzeugbau GmbH - Germania
- Bitz, Fa. Josef Bitz - Germania
- Blackburn, Blackburn Aircraft Ltd - Marea Britanie, (1914-1949) > General Aircraft Ltd
- Blériot, Société Blériot Aéronautique - Franța, (1906-1914) > Blériot-SPAD
- Blériot-SPAD, Blériot-SPAD - Franța, (1914-1936) > Sud-Ouest
- Blériot-Voisin, Blériot-Voisin - Franța, (1903-1906) > Blériot, Voisin
- Bloch, Societé des Avions Marcel Bloch - Franța, (1930-1936) (1945) > Sud-Ouest, Dassault
- Blohm + Voss, Blohm + Voss - Germania, (1930-1969) > Messerschmitt-Bölkow-Blohm
- Blue Yonder, Blue Yonder Aviation Inc - Canada
- Blume, Walter Blume - Germania
- B-N Group, B-N Group Ltd - Marea Britanie, (1964-prezent) (Britten-Norman)
- Boeing, Boeing Aircraft Company - SUA, (1917-prezent)
- Boeing, The Boeing Airplane Company - SUA
- Boeing, The Boeing Company - SUA
- Boeing Canada, Boeing Aircraft of Canada Ltd - Canada
- Boeing North American, Boeing North American, Inc. - SUA, (1996-prezent)
- Boeing Vertol, Boeing Vertol Company - SUA
- Boeing-Sikorsky, see BOEING and SIKORSKY - SUA
- Boeve, Boeve Fiberglass Components Inc - SUA
- Bohemia, Bohemia - Cehia
- Boisavia, Société Boisavia - Franța
- Bolkow, Bölkow-Apparatebau GmbH - Germania, (1948-1968) > Messerschmitt-Bölkow
- Bolkow, Bölkow-Entwicklungen GmbH - Germania
- BOOTH AEROSPACE North America - SUA
- Bombardier, Bombardier Inc - Canada, (1986-prezent)
- Borel, Etablissements Borel, Franța > SGCIM
- Boulton & Paul Ltd Marea Britanie, (1914-1934)
- Boulton Paul Aircraft Ltd - Marea Britanie, (1934-1961)
- Bowers, Peter M. Bowers - SUA
- Bradley, Bradley Aerospace - SUA
- Brandenburg, Brandenburg - Germania
- Brandli, Max Brändli - Elveția
- Brantly, Brantly Helicopter Corporation - SUA
- Brantly, Brantly Helicopter Industries USA Company Ltd - SUA
- Brantly, Brantly International Inc (Helicopter Division) - SUA
- Brantly-Hynes, Brantly-Hynes Helicopter Inc - SUA, (1975-?)
- Bratukhin, Bratukhin - Rusia, (1940-1951)
- Brditschka, H. W. Brditschka OHG - Austria
- Brditschka, HB-Brditschka GmbH & Co KG - Austria
- Breda, Societa Italiana Ernesto Breda - Italia
- Bredanardi, BredaNardi Costruzione Aeronautiche SpA - Italia
- Breguet, Société des Ateliers d'Aviation Louis Bréguet - Franța, (1911-1969) > Dassault-Breguet
- Brewster, Brewster Aeronautical Corporation - SUA, (1932-1946)
- Brian Allen, Brian Allen Aviation - Marea Britanie
- Briegleb, Gus Briegleb - USA
- Bristol, Bristol Aircraft Ltd - Marea Britanie, (1910-1959) > British Aircraft Corporation
- Bristol, The Bristol Aeroplane Company Ltd - Marea Britanie
- Bristol Helicopter, Bristol Helicopter Ltd. - Marea Britanie, (1944-1969) > Westland Aircraft
- British Aerospace, British Aerospace - Marea Britanie, (1977-1999) (BAe) > BAE Systems
- British Aerospace, British Aerospace PLC - Marea Britanie
- British Aircraft Manufacturing, British Aircraft Mfg. Co. - Marea Britanie, (BAMC)
- British Klemm, British Aircraft Klemm Aeroplane Co Ltd. - Marea Britanie, > British Aircraft Mfg. Co.
- Britten-Norman, Britten-Norman (Bembridge) Ltd - Marea Britanie
- Britten-Norman, Britten-Norman Ltd - Marea Britanie, (1964-prezent)
- Brochet, Constructions Aéronautiques Maurice Brochet - Franța
- Brokaw, Bergon Brokaw - USA
- Brooklands, Brooklands Aerospace Ltd - Marea Britanie
- Brooklands, Brooklands Aircraft Ltd - Marea Britanie
- Brügger, Max Brügger - Elveția
- Brush Electrical, Brush Electrical Engineering Co. Ltd. - Marea Britanie, (Originally Anglo-American Brush Electric Light Corporation)
- Buchanan, Buchanan Aircraft Corporation Ltd - Australia
- Bucker, Bücker Flugzeugbau GmbH - Germania, (1932-1945)
- Bucker Prado, Bücker Prado SL - Spania
- București, Intreprinderea de Avioane București - România
- Budd Manufacturing, Edward G. Budd Manufacturing Company - SUA
- Buethe, Buethe Enterprises Inc - SUA
- Buhl, Buhl Aircraft Company - SUA
- Bul, Bourgogne Ultra Léger Aviation - Franța
- Burgess, Burgess Company - SUA, (1911-1916) (Originally *Burgess Company and Curtis, Inc.)
- Burl's Aircraft, Chugiak, Alaska - SUA, (1982-Prezent)
- Burnelli, Burnelli Aircraft Co. - SUA
- Bushby, Bushby Aircraft Inc - SUA
- Bushby, Bushby Aircraft Inc - SUA

## C
- C. Itoh, C. Itoh & Co - Japan, (1955-1970) > JAMCO
- CAARP, Cooperatives des Ateliers Aéronautiques de la Région Parisienne - Franța
- CAB, Constructions Aéronautiques du Béarn - Franța
- Cable-Price, Cable-Price Corporation - Noua Zeelandă
- Cabrinha, Cabrinha Aircraft Corporation - SUA
- Cabrinha, Cabrinha Engineering Inc - SUA
- CAG, Construcciones Aeronáuticas de Galicia - Spania
- Callair, Call Aircraft Company - SUA, (1939-1959) > IMCO
- Callair, Callair Inc - SUA
- Calumet, Calumet Motorsports Inc - SUA
- Camair, Camair Aircraft Corporation - SUA
- Camair, Camair Division of Cameron Iron Works Inc - SUA
- CAMCO, Central Aircraft Manufacturing Company - China, CAMCO
- Cameron, Cameron & Sons Aircraft - SUA
- Campana, Campana Aviation - Franța
- CAMS, Chantiers Aéro-Maritimes de la Seine - Franța
- CAMS, Cairns Development Company - SUA, (or Cairns Aircraft (E. B. Cams))
- Canada Air RV, Canada Air RV Inc - Canada
- Canadair, Bombardier Aerospace Canadair - Canada, (?-1986) > Bombardier Aerospace
- Canadair, Canadair Group of Bombardier Inc - Canada
- Canadair, Canadair Inc - Canada
- Canadair, Canadair Ltd - Canada
- Canadian Aeroplanes, Canadian Aeroplanes Ltd. - Canada
- Canadian Car & Foundry, Canadian Car & Foundry Co. - Canada
- Canadian Home Rotors, Canadian Home Rotors Inc - Canada
- Canadian Vickers, Canadian Vickers Ltd - Canada
- Canard Aviation - Elveția
- CANSA, Cansa - Italia
- CANT, Cantiere Navale Triestino - Italia, (?-1931) > CRDA
- CAO/SNCAO, Societe Nationale de Construction Aeronautique de l'Ouest - Franța
- CAP - Companhia Aéronautica Paulista - Brazilia
- CAP Aviation, CAP Aviation - Franța
- Capella, Capella Aircraft Corporation - SUA
- Caproni, Caproni - Italia, (1908-1983) > Agusta
- Caproni Vizzola, Caproni Vizzola Costruzione Aeronautiche SpA - Italia
- Carlson, Carlson Aircraft Inc - SUA
- CARMAM, Coopérative d'Approvisionnement et de Réparation de Matériel Aéronautique de Moulins - Franța
- Carriou, Louis Carriou - Franța
- Carstedt, Carstedt - Marea Britanie
- Cartercopters, CarterCopters LLC - SUA
- CASA, Construcciones Aeronáuticas SA - Spania
- Caspar, Caspar-Werke - Germania
- Cassutt, Thomas K. Cassutt - SUA
- CATA, Construction Aéronautique de Technologie Avancée - Franța
- Caudron, British Caudron Co Ltd. - Marea Britanie,
- Caudron, Caudron - Franța, (1909-?)
- Cavalier, Cavalier Aircraft Corp. - SUA, (?-1971) > The New Piper Aircraft
- CCF, Canadian Car & Foundry Company Ltd - Canada
- CEI, CEI - SUA
- Celair, Celair (Pty) Ltd - Africa de Sud
- Centrair, SA Centrair - Franța
- Central Aircraft Company, Central Aircraft Company Limited - Marea Britanie
- Centre Est, Centre Est Aéronautique - Franța
- Century, Century Aircraft Corporation - SUA
- CERVA, Consortium Européen de Réalisation et de Vente d'Avions GIE - Franța
- Cessna, Cessna Aircraft Company - SUA, (1927-prezent)
- Cessna-Roos, Cessna-Roos Aircraft Company - SUA, (1927) > *Cessna Aircraft
- Clyde Cessna, Clyde Cessna - SUA, (1911) (Clyde Vernon Cessna) > Travel Air
- Cessna-Reims, Cessna-Reims - SUA/Franța
- CFA, Compagnie Française d'Aviation - Franța
- CFM, CFM Aircraft Ltd - Marea Britanie
- CFM, Cook Flying Machines, CFM Metal Fax Ltd - Marea Britanie
- Chadwick, Chadwick Helicopters - SUA
- Chalard, Jacques et Renée Chalard - Franța
- Champion, Champion Aircraft Company Inc - SUA, (1954-1970) > Bellanca
- Champion, Champion Aircraft Corporation - SUA
- Chance Vought, Chance Vought Aircraft Inc - SUA, (1922-1961) > Vought
- Chance Vought, Chance Vought Corporation - SUA
- Changhe, Changhe Aircraft Factory - China
- Changhe, Changhe Aircraft Industries Corporation - China
- Changhe, Changhe Aircraft Manufacturing Corporation - China
- Chasle, Yves Chasle - Franța
- Chayair, Chayair Manufacturing and Aviation - Africa de Sud
- Chengdu, Chengdu Aircraft Industrial Corporation - China
- Chernov, Opytnyi Konstruktorskoye Byuro Chernov B & M OOO - Rusia
- Chetverikov, Chetverikov - Rusia, (Igor Vyacheslavovich *Chetverikov)
- Chichester-Miles, Chichester-Miles Consultants Ltd - Marea Britanie
- Chilton, Chilton Aircraft - Marea Britanie, (1937-?)
- Chincul, Chincul SACAIFI - Argentina
- Chris Tena, Chris Tena Aircraft Association - SUA
- Chrislea, Chrislea Aircraft Co. Ltd. - Marea Britanie
- Christen, Christen Industries Inc - SUA
- Chu, Major General C.J. Chu - Republic of China
- Cicaré, Cicaré Helicópteros SA - Argentina
- Cierva, Cierva Autogyro Company - Marea Britanie, (Juan de la Cierva)
- Circa, Circa Reproductions - Canada
- Cirrus, Cirrus Design Corporation - SUA, (1984-prezent)
- Citroen-Marchetti, Citroen-Marchetti - Franța
- Civil Aviation Department of India - India
- Claassen, Claassen - SUA
- CLASS, Canadian Light Aircraft Sales and Services Inc - Canada
- Classic, Classic Aircraft Corporation (WACO Classic Aircraft Corporation) - SUA
- Classic Fighter, Classic Fighter Industries Inc - SUA
- Classic Sport, Classic Sport Aircraft - SUA
- Claudius Dornier, Claudius Dornier Seastar GmbH & Co KG - Germania
- Claxton High School - SUA
- Clément-Bayard - Franța
- Clifford Aeroworks, Clifford Aeroworks - SUA
- Clutton, Eric Clutton - Marea Britanie
- CNA, Compagnia Nazionale Aeronautica - Italia
- CMASA, Costruzioni Meccaniche Aeronautiche Società Anonima - Italia
- CNIAR, Centrul National al Industriei Aeronautice Române - România
- CNNA, Companhia Nacional de Navegação Aérea - Brazil
- Coandă, Henri Coandă - România, (1910-1911) (Henri Marie Coandă) > Bristol
- COBELAVIA, Compagnie Belge d'Aviation - Belgia
- Cobra, Cobra Aviation - Australia
- Cody, Samuel Cody - Marea Britanie, (Samuel Franklin Cody)
- Colemill, Colemill Enterprises Inc - SUA
- Collins, Collins Aero - SUA
- Colomban, Michel Colomban - Franța
- Colombia, Columbia Aircraft Company - SUA
- Colonial, Colonial Aircraft Corporation - SUA
- COMAC, Commercial Aircraft Corporation of China - China (2008-prezent)
- Commander, Commander Aircraft Company - SUA
- Commonwealth (1), Commonwealth Aircraft Corporation Pty Ltd - Australia (CAC)
- Commonwealth (2), Commonwealth Aircraft Corporation Inc - SUA, (1942-1947)
- Comper, Comper Aircraft Co. Ltd. - Marea Britanie, (1929-?)
- Comte, Comte Aircraft Factory - Elveția
- Conair, Conair Group Inc. - Canada
- Conroy, Conroy Aircraft Corporation - SUA
- Consolidated Aeronautics Corporation - manufactured Lake aircraft in the 1960s-70s - SUA
- Consolidated, Consolidated Aircraft Corporation - SUA
- Continental Copters, Continental Copters Inc - SUA
- Convair, Consolidated-Vultee Aircraft Corporation - SUA, (1943-1996) > General Dynamics
- Convair, Convair Division of General Dynamics Corporation - SUA
- Corben Sport Plane and Supply Company ( SUA) - fondat în 1931, vândut la Paul Poberezny in 1952
- Corby, John C. Corby - Australia
- Cosy, Cosy Europe - Germania
- Country Air, Country Air Inc - SUA
- Coupe, Coupé-Aviation - Franța
- Cox-Klemin, Cox-Klemin Aircraft Corporation - SUA
- Co-Z, Co-Z Development Corporation - SUA
- Co-Z, Co-Z Europa - Germania
- Crae, CRAE Elettromeccanica SpA - Italia
- Craiova, Intreprinderea de Avioane Craiova - România
- Cranfield, Cranfield Institute of Technology, College of Aeronautics - Marea Britanie
- CRDA, Cantiere Riuniti dell'Adriatico - Italia (1931-?)
- Creative Flight, Creative Flight Inc - Canada
- Croses, Emilien Croses - Franța
- CSS, Centralne Studium Samolotów - Polonia
- CTRM, Composites Technology Research Malaysia Sdn Bhd - Malaezia
- Cub, Cub Aircraft Company - Canada
- Cub Crafters, Cub Crafters Inc - SUA
- Culp, Culps Specialties - SUA
- Culver, Culver Aircraft Company - SUA
- Cunliffe-Owen, Cunliffe-Owen Aircraft - Marea Britanie
- Curtiss, Curtiss-Wright Corporation - SUA, (1929-prezent)
- Curtiss Aeroplane and Motor Company, Curtiss Aeroplane and Motor Company - SUA, (1909-1929) > Curtiss-Wright
- Curtiss-Reid Aircraft Ltd., Curtiss-Reid Aircraft Ltd. - Canada
- Custer Channel Wing Corporation, Hagerstown, Maryland - SUA
- Custom Flight, Custom Flight Components Ltd - Canada
- Cvjetkovic, Anton Cvjetkovic - SUA
- C.W. Aircraft Ltd - Marea Britanie > General Aircraft Ltd
- CWL, Centralne Warsztaty Lotnicze - Polonia
- CZAW, Czech Aircraft Works SRO - Czechia
- Cyclone Manufacturing Inc., Mississauga, Ontario, Canada (Aerospace Parts Manufacturing)
- CZL, Centralne Zaklady Lotnicze - Polonia, (Central Aviation Establishment)